# Rylstone
Rylstone – wieś w Anglii, w hrabstwie North Yorkshire, w dystrykcie (unitary authority) North Yorkshire. Leży 64 km na zachód od Yorku i 308 km na północny zachód od Londynu.